# Фучжоу
Фучжо́у (кит. упр. 福州, пиньинь Fúzhōu, вост.-миньск. Hók-ciŭ) — городской округ в провинции Фуцзянь КНР, место пребывания властей провинции.

## География
На территории городского округа Фучжоу впадает в Восточно-Китайское море река Миньцзян.

### Климат
Климат характеризуется как влажный субтропический, зависит от муссонов. Лето — длинное, жаркое и влажное. Зима — короткая, мягкая и засушливая. Среднемесячные дневные температуры меняются от 10,9°С в январе до 28,9°С в июле. Годовой уровень осадков составляет около 1400 мм, большая их часть выпадает в период с марта по июнь и с августа по сентябрь.

## История
После того, как была создана первая централизованная империя в китайской истории, власти империи Цинь разделили страну на округа-цзюнь, и эти земли были в 222 году до н. э. отнесены к Миньчжунскому округу (闽中郡). После смены империи Цинь на империю Хань проживающие в этих местах юэские племена стали ханьскими вассалами, и Лю Бан даровал в 202 году до н. э. их правителю Учжу титул го-вана Миньюэ. Учжу разместил свою столицу Ечэн (冶城, «город Е») в районе находящейся на территории современного Фучжоу горы Ешань (冶山, «гора Е»), и поэтому 202 год до н. э. считается годом основания Фучжоу. В 110 году до н. э. Миньюэ было присоединено к Хань, и юэсцы были переселены на север, а Ечэн пришёл в упадок. В 85 году до н. э. здесь был создан уезд Есянь (冶县).
После окончания эпохи Троецарствия и объединения китайских земель в империю Цзинь эти места вошли в состав Цзиньаньского округа (晋安郡). В эту эпоху здесь были построены каналы, определившие облик Фучжоу в последующие исторические периоды. После того, как север страны был захвачен кочевыми народами, на юг хлынули огромные массы беженцев, часть которых расселилась и в этих местах. После наступления эпохи Южных и Северных династий во время пертурбаций, в результате которых на троне южных империй менялись правящие династии, люди в поисках спокойной жизни также бежали в эти места.
Когда этот регион был захвачен государством Чэнь, то в 557 году была создана Миньчжоуская область (闽州), власти которой разместились в этих местах. После завершения объединения китайских земель и переименования государства Чэнь в империю Суй Миньчжоуская область была в 589 году переименована в Цюаньчжоускую область (泉州). В 607 году Цюаньчжоуская область была переименована в Цзяньаньский округ (建安郡).
После смены империи Суй на империю Тан Цзаньаньский округ стал в 618 году Цзяньчжоуской областью (建州). В 623 году область опять была переименована в Цюаньчжоускую, в 625 году стала Фэнчжоуской областью (丰州), в 627 году — снова Цюаньчжоуской областью. В 711 году область была переименована в Миньчжоускую, а с 725 года стала Фучжоуской областью (福州).
В эпоху Пяти династий и десяти царств местные правители провозгласили в начале X века образование независимого государства Минь, а эти места стали с 933 года его столицей; Фучжоуская область была при этом переименована в Чанлэскую управу (长乐府). В 945 году Минь было поглощено Южной Тан, а в 947 году эти места были захвачены государством Уюэ.
После того, как в 978 году эти места вошли в состав империи Сун, в 985 году был образован Фуцзяньский регион (福建路), власти которого разместились именно здесь. После того, как в 1276 году монголы захватили сунскую столицу Линьань, находившийся здесь Чжао Ши был провозглашён новым императором и сделал эти места временной столицей страны. Вскоре, однако, монголы пришли и сюда, и императорскому двору пришлось бежать дальше на юг.
В составе монгольской империи Юань был создан Фучжоуский регион (福州路), подчинённый Фуцзяньскому син-чжуншушэну (福建行中书省). По окончании завоевания фуцзяньских земель аппарат Фуцзяньского син-чжуншушэна был включён в аппарат Цзянчжэского син-чжуншушэна (江浙行中书省).
После свержения власти монголов и основания империи Мин «регионы» были переименованы в «управы» — так в 1368 году появилась Фучжоуская управа (福州府), властям которой подчинялось 10 уездов. В 1369 году был воссоздан Фуцзяньский син-чжуншушэн, а в 1376 году аппарат син-чжуншушэнов был переименован в бучжэнши, и Фуцзяньский бучжэнши разместился именно в месте пребывания властей Фучжоуской управы — так эти места стали столицей провинции Фуцзянь. После Синьхайской революции в Китае была проведена реформа структуры административного деления, в ходе которой управы были упразднены, и поэтому в 1912 году Фучжоуская управа была расформирована.
В 1913 году находившиеся здесь уезды Миньсянь (闽县) и Хоугуань (侯官县) были объединены в один уезд, в качестве названия которого были взяты первые иероглифы из названий прежних уездов — так появился уезд Миньхоу. В 1944 году уезд Миньхоу был переименован в Линьсэнь (林森县). В 1946 году урбанизированная часть уезда Линьсэнь была выделена в отдельный город Фучжоу.
На завершающем этапе гражданской войны войска коммунистов заняли Фучжоу 17 августа 1949 года, однако острова Мацзу так и остались под гоминьдановским контролем, образуя до настоящего времени уезд Ляньцзян Китайской республики. Расположение города сделало его центром противостояния с отступившими на Тайвань гоминьдановскими войсками, и в 1950-х он часто подвергался тайваньским бомбардировкам.
В административном плане Фучжоу стал городом провинциального подчинения; в декабре 1949 года было проведено разграничение между собственно городом и окрестными уездами — 8 уездов были административно объединены в Специальный район Линьсэнь (林森专区). В 1950 году уезду Линьсэнь было возвращено историческое название Миньхоу, и Специальный район Линьсэнь был переименован в Специальный район Миньхоу (闽侯专区). В 1956 году Специальный район Миньхоу был упразднён: уезд Миньхоу перешёл в состав города Фучжоу, а остальные уезды были разделены между Специальным районом Фуань (福安专区), Специальным районом Цзиньцзян (晋江专区) и Специальным районом Наньпин (南平专区). В 1959 году Специальный район Миньхоу был воссоздан (уезд Лоюань остался в составе Специального района Фуань, а в 1960 году перешёл под юрисдикцию властей Фучжоу).
В 1962 году уезд Ляньцзян был передан из состава специального района под юрисдикцию властей Фучжоу.
В 1963 году в состав Специального района Миньхоу перешли уезды Гутянь и Пиннань из состава Специального района Наньпин, и уезды Лоюань и Ляньцзян из-под юрисдикции Фучжоу.
В июне 1970 года уезды Путянь и Сянью перешли из состава Специального района Цзиньцзян в состав Специального района Миньхоу, и власти Специального района Миньхоу переехали из уезда Миньхоу в уезд Путянь; уезды Гутянь, Пиннань, Лоюань и Ляньцзян были при этом переданы в состав Специального района Фуань.
В 1971 мае года Специальный район Миньхоу был переименован в Округ Путянь (莆田地区), а Специальный район Фуань — в Округ Ниндэ (宁德地区).
В 1973 году уезд Миньхоу был передан из состава округа Путянь под юрисдикцию властей Фучжоу.
Постановлением Госсовета КНР от 18 апреля 1983 года был расформирован округ Путянь: уезды Путянь и Сянью были переданы в состав округа Цзиньцзян (晋江地区), а уезды Миньцин, Юнтай, Чанлэ, Фуцин и Пинтань перешли под юрисдикцию Фучжоу; этим же постановлением под юрисдикцию Фучжоу были переданы уезды Лоюань и Ляньцзян из состава округа Ниндэ.
Постановлением Госсовета КНР от 26 декабря 1990 года уезд Фуцин был преобразован в городской уезд.
Постановлением Госсовета КНР от 18 февраля 1994 года уезд Чанлэ был преобразован в городской уезд.
Постановлением Госсовета КНР от 27 октября 1995 года Пригородный район Фучжоу (福州市郊区) был переименован в район Цзиньань (晋安区).
В августе 2017 года городской уезд Чанлэ был преобразован в район городского подчинения.

## Административно-территориальное деление
Городской округ Фучжоу делится на 6 районов, 1 городской уезд, 6 уездов:
| Карта | Карта    | Карта     | Карта          | Карта            | Карта         |
| --- | -------- | --------- | -------------- | ---------------- | ------------- |
| ① ② Цаншань Мавэй Цзиньань Чанлэ Миньхоу Ляньцзян Лоюань Миньцин Юнтай Пинтань Фуцин ① Гулоу ② Тайцзян Волость Мацзу уезда Ляньцзян · и архипелаг Байцюань района Чанлэ · не контролируются властями КНР |          |           |                |                  |               |
| Статус | Название | Иероглифы | Пиньинь        | Население (2010) | Площадь (км²) |
| Район | Гулоу    | 鼓楼区    | Gǔlóu qū       |                  |               |
| Район | Тайцзян  | 台江区    | Táijiāng qū    |                  |               |
| Район | Цаншань  | 仓山区    | Cāngshān qū    |                  |               |
| Район | Мавэй    | 马尾区    | Mǎwěi qū       |                  |               |
| Район | Цзиньань | 晋安区    | Jìn'ān qū      |                  |               |
| Район | Чанлэ    | 长乐区    | Chánglè qū     |                  |               |
| Городской уезд | Фуцин    | 福清市    | Fúqīng shì     |                  |               |
| Уезд | Миньхоу  | 闽侯县    | Mǐnhòu xiàn    |                  |               |
| Уезд | Ляньцзян | 连江县    | Liánjiāng xiàn |                  |               |
| Уезд | Лоюань   | 罗源县    | Luóyuán xiàn   |                  |               |
| Уезд | Миньцин  | 闽清县    | Mǐnqīng xiàn   |                  |               |
| Уезд | Юнтай    | 永泰县    | Yǒngtài xiàn   |                  |               |
| Уезд | Пинтань  | 平潭县    | Píngtán xiàn   |                  |               |

## Экономика

### Промышленность
Фучжоу — крупный центр химической, лесной, целлюлозно-бумажной, пищевой, полиграфической, текстильной промышленностей, а также машиностроения. В 1984 году Фучжоу был определён как «открытый» город в рамках политики «открытых дверей», что привлекало сюда значительные иностранные инвестиции. Важнейшие статьи экспорта — древесина, бумага и продукты питания.
Среди крупнейших предприятий — завод Fujian Benz (совместное предприятие компаний Daimler, China Motor Corporation, BAIC Group и Fujian Motors Group по выпуску минивэнов и микроавтобусов), завод South East Motor (совместное предприятие компаний Fujian Motors Group, China Motor Corporation и Mitsubishi Motors по выпуску легковых автомобилей, внедорожников и микроавтобусов).

## Транспорт

### Воздушный
Международный аэропорт Фучжоу находится в 50 км от центра города, в районе Чанлэ. Выполняются рейсы в такие города как Пекин, Чэнду, Гонконг, Шанхай, Тайюань, Сиань, Урумчи, Хайкоу, Токио, Осака, Тайбэй, Сингапур, Циндао и др.

### Морской
Порт Фучжоу входит в топ-50 крупнейших контейнерных портов мира. Портовая зона Цзянъинь является крупным логистическим узлом по экспорту автомобилей.

### Рельсовый
Имеется скоростная железная дорога Фучжоу — Сямынь. В мае 2016 в городе пущена линия метрополитена.
В 2020 году был построен автомобильно-рельсовый мост через пролив Пинтань, который на момент постройки являлся самым длинным в мире автомобильно-железнодорожным мостом через пролив. Общая длина моста составила 16,34 километра. Нижний ярус моста спроектирован как двухпутная железная дорога первого класса для движения поездов со скоростью 200 километров в час, а верхний ярус спроектирован как шестиполосная магистраль для движения автомобилей со скоростью 100 километров в час.

### Трубопроводный
Фучжоу является конечным пунктом 3-й линии газопровода Запад-Восток государственной компании PipeChina, который тянется из уезда Хоргос через города Чжунвэй и Цзиань в провинцию Фуцзянь.

## Культура
Развито традиционное искусство пробковой живописи (тонкая резьба по коре пробкового дуба). Мастера вырезают миниатюрные пейзажи, птиц, цветы и архитектурные элементы, собирая из тысяч деталей картины, декоративные панели, ширмы, чайные подносы и заколки для волос. Этот промысел, зародившийся в начале XX века, в 2008 году был включен в список национального нематериального культурного наследия Китая.

## Города-побратимы
Фучжоу является городом-побратимом следующих городов:
- Нагасаки, Япония — с 1980 года
- Наха, Япония — с 1981 года
- Сиракьюс, США — с 1991 года
- Такома, США — с 1994 года
- Кампинас, Бразилия — с 1996 года
- Шолхейвен[англ.], Австралия — с 2003 года
- Джорджтаун, Гайана — с 2006 года
- Кошалин, Польша — с 2007 года
- Момбаса, Кения — с 2008 года
- Омск, Россия — с 2013 года